# Isla Guarello Airport
Isla Guarello Airport är en flygplats i Chile.   Den ligger i provinsen Provincia de Antofagasta och regionen Región de Antofagasta, i den norra delen av landet, 1 000 km norr om huvudstaden Santiago de Chile. Isla Guarello Airport ligger 991 meter över havet.
Terrängen runt Isla Guarello Airport är platt åt sydost, men åt nordväst är den kuperad. Runt Isla Guarello Airport är det glesbefolkat, med 12 invånare per kvadratkilometer..
Trakten runt Isla Guarello Airport är ofruktbar med lite eller ingen växtlighet.